# Newtonská tekutina
Newtonská látka je reologický model viskózní látky, která se řídí Newtonovým zákonem viskozity.
Reologická rovnice newtonské látky je tedy charakterizována přímou úměrností rychlosti deformace a napětí. Reologickou rovnicí je Newtonův zákon viskozity a materiálovou konstantou charakterizující danou newtonskou látku je viskozita.
Model newtonské látky je vhodný především k popisu tekutin – hovoří se pak o newtonské tekutině, popř. o newtonské kapalině.
Látky, jejichž viskózní chování nelze popsat Newtonovým zákonem viskozity, se označují jako nenewtonské látky.

## Příklad
Model newtonské látky je vhodný pro vodu, benzen a mnohé nízkomolekulární látky.